# Dor (familie)
De familie Dor is een Waalse familie van ingenieurs en industriëlen. Velen waren werkzaam in de mijnbouw en de zinkindustrie. Van belang zijn onder meer de volgende personen:
- Noël Dor (1769-1852) was houthandelaar. Dit hout werd gebruikt als stuthout in de mijnbouw. Hij overleed te Hollogne-aux-Pierres. Hij was de vader van Nicolas. Door zijn functie als houthandelaar verkreeg Noël Dor uitgebreide contacten in de mijnwereld.

- Nicolas Dor (1822 - 1894) was ingenieur en directeur van diverse steenkoolmijnen. Ook ontwierp hij zinkfabrieken, zoals die van Valentin-Coq in 1846. In 1852 richtte hij een zinkwitfabriek op. Hij stierf te Ampsin, waar zich ook het familiegraf van de Dors bevindt. Hij was de vader van Lucien, Emile en Jeanne Dor. Jeanne trouwde in 1887 met Charles Sepulchre. Lucien en Emile Dor, en Charles Sepulchre zouden de oprichters worden van de Budelse zinkfabriek, onder de naam 'Kempensche Zinkmaatschappij' (KZM).

- Lucien Dor (Ampsin, 1862 - Ukkel, 1942) was civiel ingenieur en directeur van diverse bedrijven zoals een kolenmijn, een plaatwerkerij, een glasfabriek en een fabriek voor vuurvaste producten. Hij was mede-oprichter van de KZM. Drie van zijn kinderen: André, François, en Lucien, hebben in de Budelse fabriek gewerkt.

- Emile Dor (Ampsin, 1863 - Luik, 1941) was civiel ingenieur. Hij verwierf vele patenten die betrekking hadden op de zinkindustrie, zoals de Dor-Delattre oven. Het dorp Budel-Dorplein werd volgens zijn plannen gebouwd. Hij was mede-oprichter van de KZM en oprichter van de zinkfabriek te Rotem in 1911. Twee dochters van Emile trouwden met twee broers van de familie Thillaye du Boullay, die een belangrijke rol in de zinkfabriek te Rotem hebben gespeeld.

- André Dor (Hoei, 1892 - Palma de Mallorca, 1978) was een chemisch-metallurgisch en werktuigbouwkundig ingenieur, en directeur van de KZM van 1933 tot 1962. Hij had onder meer tot taak om de zinkfabriek na de Tweede Wereldoorlog weer op te starten. Zijn zoon Christian zou in de Budelse zinkfabriek komen werken.

- François Dor (Weert, 1899 - 1986) was een mijnbouwkundig ingenieur, die zich vooral met de zaken omtrent Budel-Dorplein bezighield. Hij zorgde ervoor dat zo min mogelijk arbeiders van de zinkfabriek tijdens de Tweede Wereldoorlog in Duitsland moesten gaan werken voor de Arbeitseinsatz.

- Christian Dor (Budel-Dorplein, 1932 - ?) was een civiel ingenieur. Hij verwierf een patent op een voorbereidingsstap voor de elektrochemische productie, die de 'Dor-variant' werd genoemd.

Ondanks hun hoge functies bij de KZM waren de Dors  geen eigenaar van de KZM. Het was namelijk een Naamloze Vennootschap, en het is nooit een familiebedrijf geweest.